# Gödör Klub
A Gödör Klub egy kulturális intézmény Budapesten.

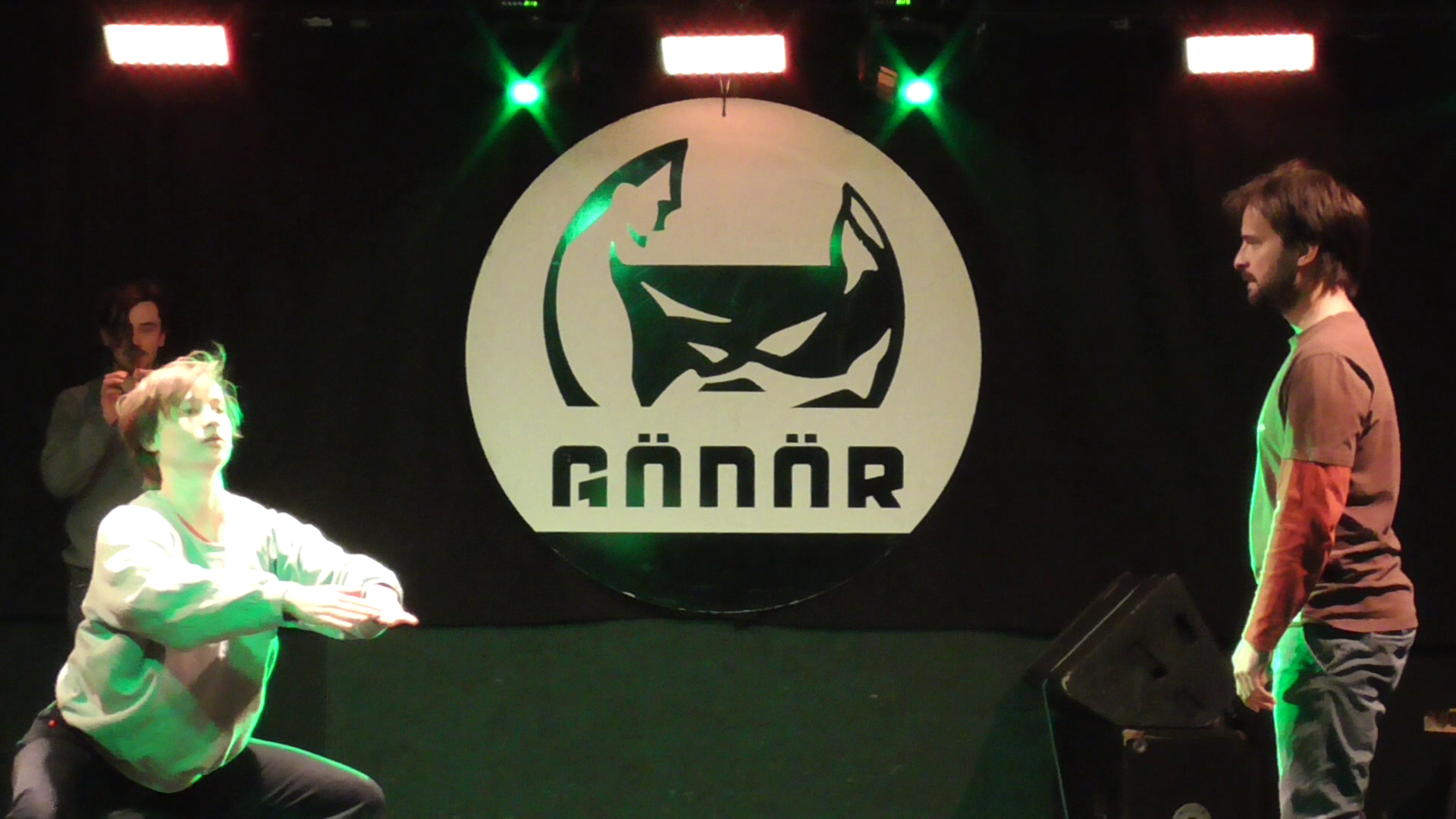
EU Talent Day Libre art Fesztivál a G3-ban 2018. március 25-én - LEVEGRU Company - Grégory Chevalier, Lévai Viola és Rubik Ernő

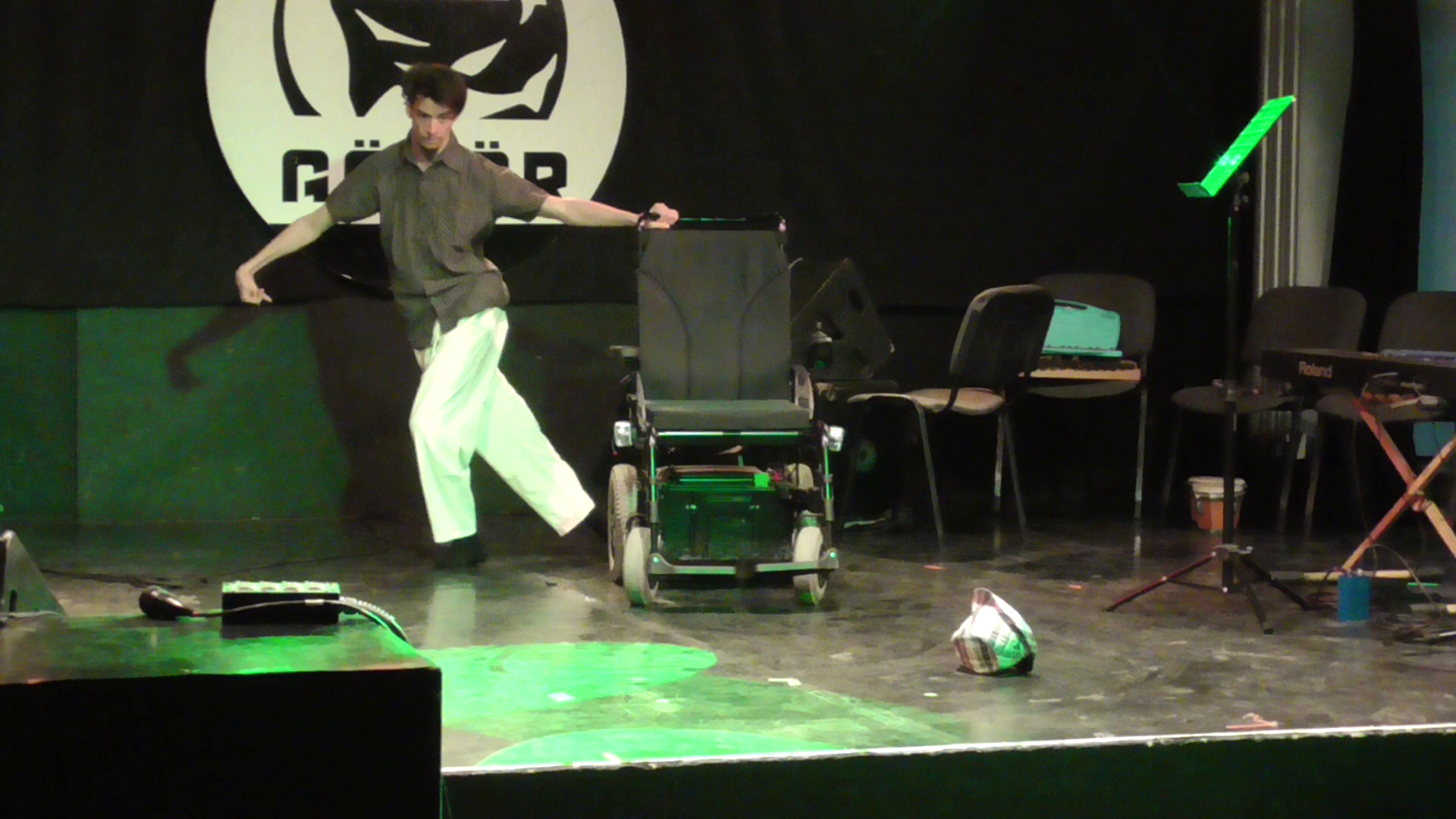
EU Talent Day Libre art Fesztivál a G3-ban 2018. március 25-én - Tóth Károly - Lehetőségek útjai

## Története

### Helyszínek
A kulturális központ 2002-ben nyílt az Erzsébet téren a végül a Rákóczi híd pesti oldalán felépített Nemzeti Színház alapjának helyén. Ezen a helyen 2012-ig működött.
A 2010-es évek elején történt kormányzati kulturális központosító törekvések nyomán 2012 januárjában a klub a Király utca 8-10 alatti Central Passage-ba költözött, majd 2014-ben újjá szerveződött. Az emeleten önálló szervezeti egységeket alakított ki, a földszinti rendezvényközpontot pedig 1030 m²-en G3 néven indította jelenleg is ismert útjára. Itt 2019-ig működött.
2021-ben a Király utca 50 alatt álló Wahlkampf-bérházban 2006-2013 között működött egykori Sirály közösségi tér helyére költözik.  

## G3
A G3 Rendezvényközpont a Gödör Klub legfontosabb része, egy 1030 m² területű befogadó egység. 2014 óta számos különféle rendezvénynek, például társadalmi vagy művészeti fesztiválnak adott otthont, mint amilyen például az Esélyt adunk - esélyt KAPunk fesztivál, vagy az első EU Talent Day Libre art Festival is voltak.
A G3 számos külföldi és hazai sajtótermék ajánlóiban is szerepel. Ilyen például a soundlive.nl vagy a kultura.hu.

## Galéria

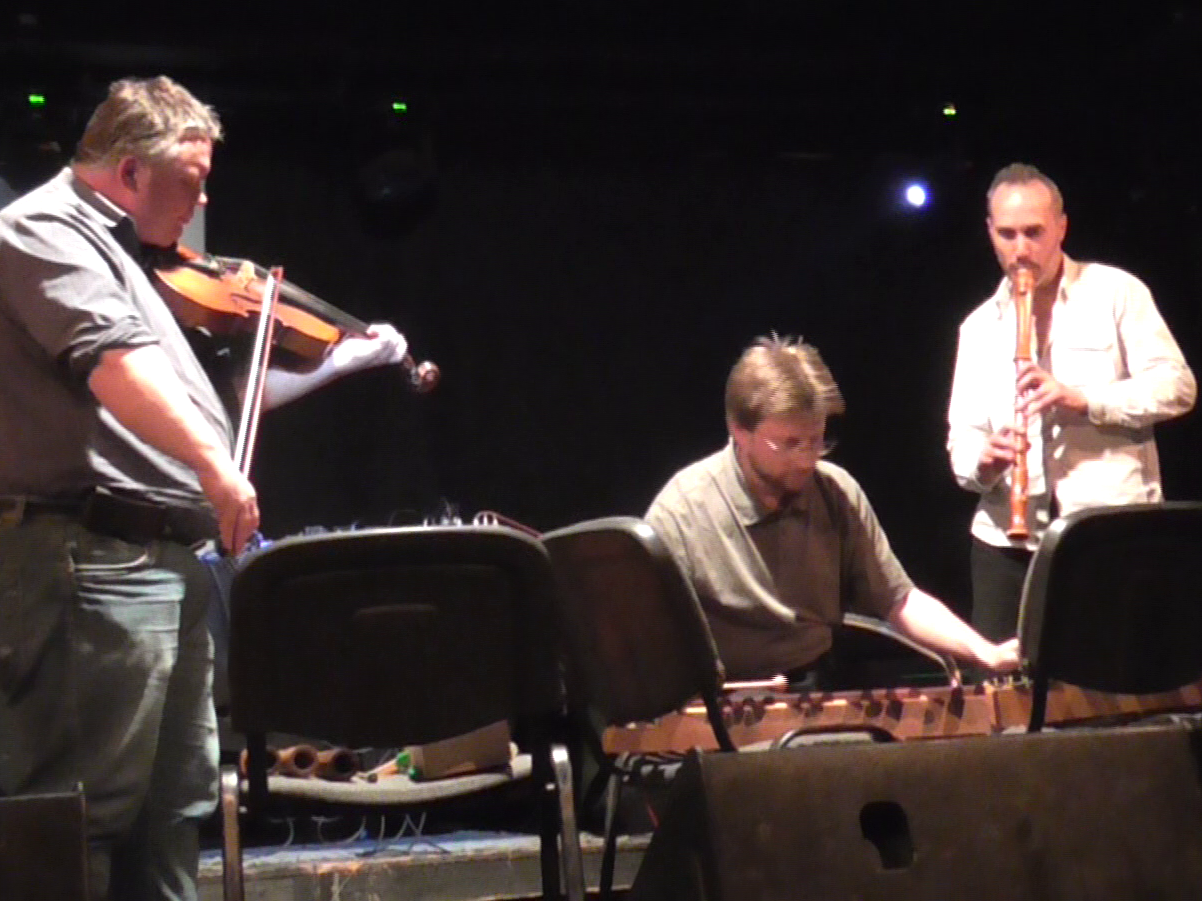
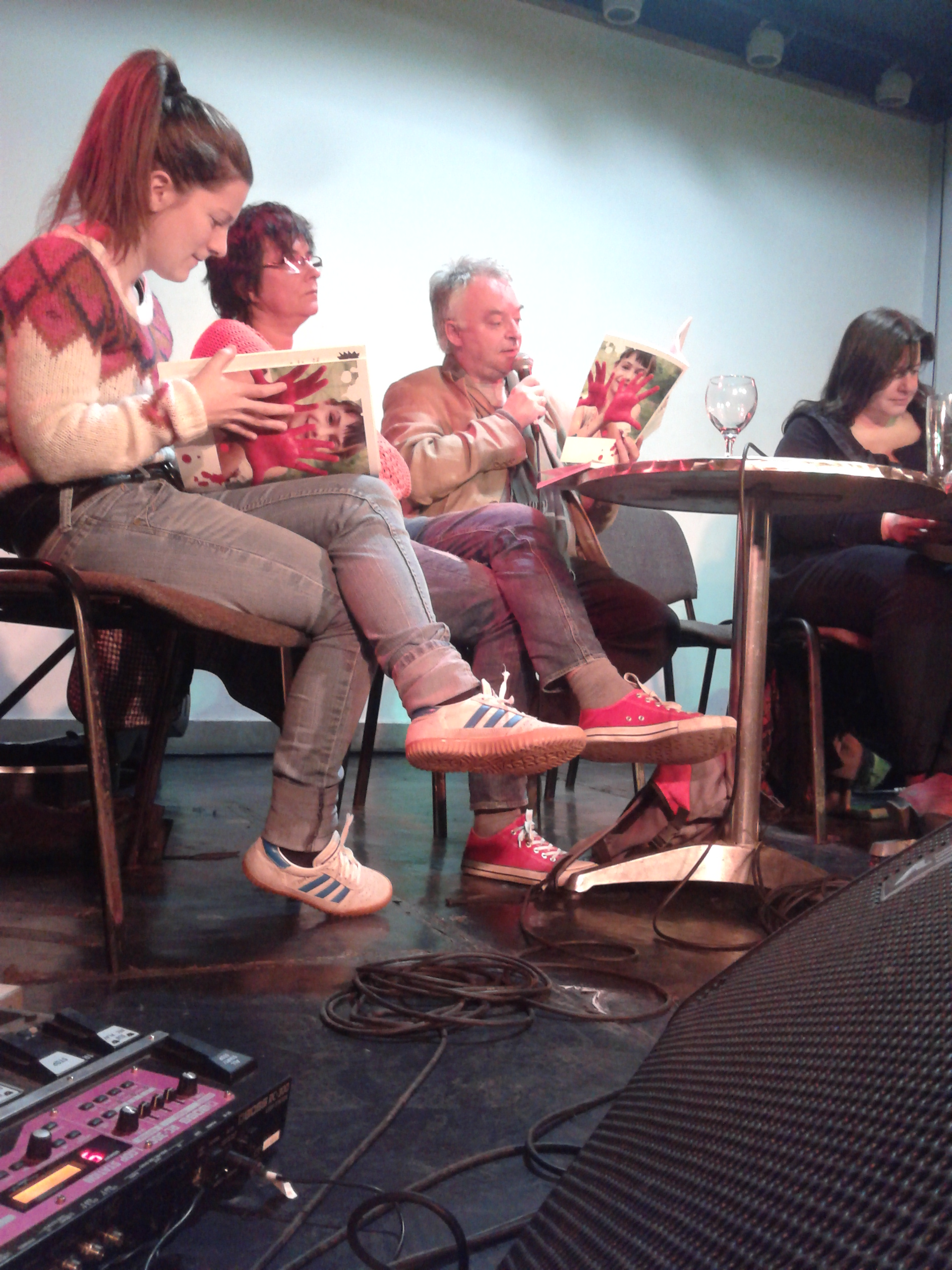
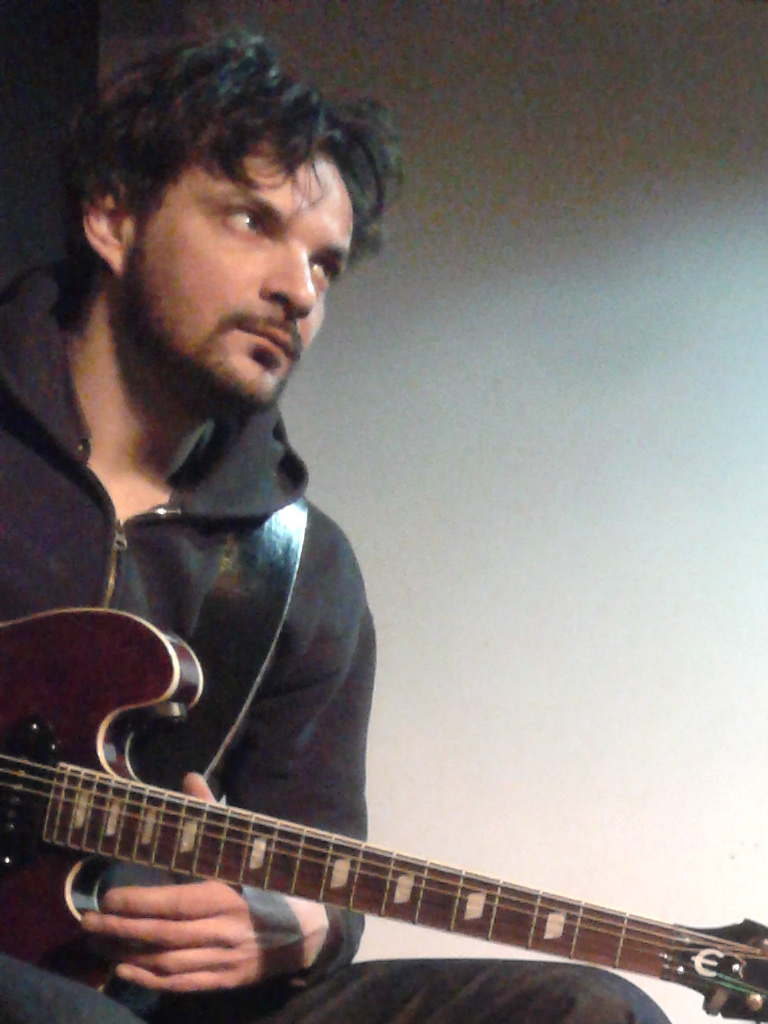